# Corcelles (Berne)
Pour les articles homonymes, voir Corcelles.
Corcelles est une commune suisse du canton de Berne, située dans l'arrondissement administratif du Jura bernois.

## Population

### Surnoms
Les habitants de la commune sont surnommés lé Bak-Étal, soit ceux qui piquent les copeaux de bois en patois du Jura bernois, les Fafioles ou Féfioles, qui signifie également les copeaux, et les Bourguignons.

### Démographie
La commune compte 197 habitants au 31 décembre 2023, pour une densité de population de 29 hab./km2 .

## Histoire

Photo aérienne (1955)

De 1797 à 1815, Corcelles a fait partie de la France, au sein du département du Mont-Terrible, puis, à partir de 1800, du département du Haut-Rhin, auquel le département du Mont-Terrible fut rattaché. Par décision du congrès de Vienne, le territoire de l’ancien évêché de Bâle fut attribué au canton de Berne, en 1815.

## Transports
- Sur la ligne ferroviaire Moutier- Soleure

## Tourisme
- Le Gore Virat est un sentier partant de Corcelles et gravissant les pâturages du Cras avant de s'engager assez abruptement dans la forêt du Beuclet pour aboutir à Raimeux. Le site géologique du Gore Virat est l'un des plus sauvages de la région.
- Le Martinet de Corcelles (ancienne forge) - le plus ancien martinet actionné par l'eau encore en activité en Suisse.